# Cerchysiella glabriscutellum
Cerchysiella glabriscutellum är en stekelart som först beskrevs av Girault 1915.  Cerchysiella glabriscutellum ingår i släktet Cerchysiella och familjen sköldlussteklar. Inga underarter finns listade i Catalogue of Life.